# Homaluroides mendozae
Homaluroides mendozae är en tvåvingeart som först beskrevs av Malloch 1934.  Homaluroides mendozae ingår i släktet Homaluroides och familjen fritflugor. Inga underarter finns listade i Catalogue of Life.